# Alanoud Alsharekh
Alanoud Alsharekh (em árabe: العنود الشارخ, nascida no Kuwait) é uma ativista dos direitos das mulheres que é membro fundadora do "Abolish 153" (também conhecido como "Abolish Article 153"), uma campanha que pede o fim dos crimes de honra no Kuwait. Ela foi premiada com a Ordem Nacional do Mérito (da França) e foi nomeada uma das 100 mulheres mais inspiradoras do mundo, pela BBC, em 2019.

## Infância e educação
Alanoud Alsharekh nasceu no Kuwait. Ela estudou na Al Bayan Bilingual School e teria se formado em 1992, mas não pôde devido à invasão militar iraquiana do Estado do Kuwait, que aconteceu em 1990. Ela estudou literatura inglesa no King's College de Londres, na Inglaterra. Ela obteve seu diploma de bacharel em 1996, antes de se mudar para a Escola de Estudos Orientais e Africanos (SOAS), na Universidade de Londres para estudar lingüística aplicada. Ela foi apoiada por uma bolsa de estudos da Universidade do Kuwait. Ela voltou ao Kuwait grávida de sua filha na mesma época em que o movimento sufragista estava começando. Quando as mulheres perderam a luta por plenos direitos políticos em 1999, ela voltou à SOAS para fazer seu doutorado, com foco em feminismo comparativo e estudos do Oriente Médio.

## Carreira
Depois de concluir seu doutorado, ela foi nomeada pesquisadora associada da SOAS. Ela ingressou na  Universidade de Uppsala, na Suécia, onde se interessou pela literatura do Oriente Médio. Ela atuou como acadêmica visitante e consultora sênior na Universidade de Uppsala, no Whittier College, e na Universidade do Kuwait. Ela foi nomeada para o Escritório de Segurança Nacional do Kuwait, em 2008.
Alanoud Alsharekh é Associada da Chatham House, onde lidera um programa chamado "Empoderando mulheres kuaitianas na política". É simultaneamente diretora da Consultoria Estratégica Ibtkar. Nessa função, ela trabalhou para apoiar os direitos das mulheres no Kuwait e no exterior. Ibtkar liderou o programa "Empoderando mulheres kuaitianas na política", que incluiu um ano de treinamento para mulheres kuaitianas em liderança política. Juntamente com o treinamento de mulheres no Kuwait, Ibtkar realizou treinamento culturalmente sensível para o Great Ormond Street Hospital e o Royal College of Art.
Juntamente com sua defesa junto a Ibtkar, Alanoud Alsharekh atuou como diretora da campanha "Amigos que se importam" para meninas que estão em risco dentro do sistema de assistência social do Kuwait. Ela trabalhou como consultora de gênero para a ONU Mulheres e para o Programa de Desenvolvimento das Nações Unidas. Ela fez uma palestra TED na cidade do Kuwait, onde falou sobre seu ativismo feminista. Alanoud Alsharekh é a diretora fundadora da campanha "Abolir 153", que busca acabar com os crimes de honra no Kuwait. Ela também é chefe de departamento da Arab Open University. Em 2018, ela foi nomeada bolsista não residente no The Arab Gulf States Institute. Ela faz parte do conselho consultivo do Fórum Diplomático Global.

## Prêmios e honras
- 2013 - Prêmio Árabe em Pesquisa em Ciências Sociais e Humanidades do Doha Institute for Graduate Studies, pela melhor publicação em periódico estrangeiro.[14]
- 2015 - Prêmio Chaillot da União Europeia para os Direitos Humanos.[20]
- 2016 - Ordem Nacional do Mérito.[10]
- 2019 - Mulher árabe de destaque.[21]
- 2019 - BBC 100 Mulheres.[22][23]

## Publicações selecionadas
- Alsharekh, Alanoud (30 de março de 2011). «Reform and Rebirth in the Middle East». Global Politics and Strategy. 53 (2): 51–60. doi:10.1080/00396338.2011.571010
- Alanoud, Alsharekh (2012). Popular Culture and Political Identity in the Arab Gulf States. [S.l.]: Saqi. ISBN 978-0863568626
- Alanoud, Alsharekh (2005). Challenging Limitations: Conference on the Redefinition of Roles for Women in the GCC. [S.l.]: Saffron Books. ISBN 1872843352